# Gottfried Pyl
Gottfried Pyl (* 1641 in Stralsund; † Anfang Februar 1698 ebenda) war Ratsherr und 1698 für zwei Wochen Bürgermeister von Stralsund.

## Leben
Gottfried Pyl entstammte einer Stralsunder Patrizierfamilie. Er besuchte die Ritterakademie in Sorø, anschließend studierte er in Kopenhagen und Stockholm. An der Universität Greifswald promovierte er zum Doktor der Rechtswissenschaften.
Im Jahr 1682 wurde er in den Rat der Stadt Stralsund gewählt. Bürgermeister wurde er am 10. Januar 1698. Bereits zwei Wochen später verstarb er.
Gottfried Pyl verfasste zahlreiche Gedichte zu Hochzeiten und besonders Trauerfeiern. Nach seinem Tod wurden ihm selbst zahlreiche Trauergedichte gewidmet. Allein im Stadtarchiv Stralsund sind 33 erhalten.